# Dji Sam Soe 234
 (octobre 2012).
Si vous disposez d'ouvrages ou d'articles de référence ou si vous connaissez des sites web de qualité traitant du thème abordé ici, merci de compléter l'article en donnant les références utiles à sa vérifiabilité et en les liant à la section « Notes et références ».

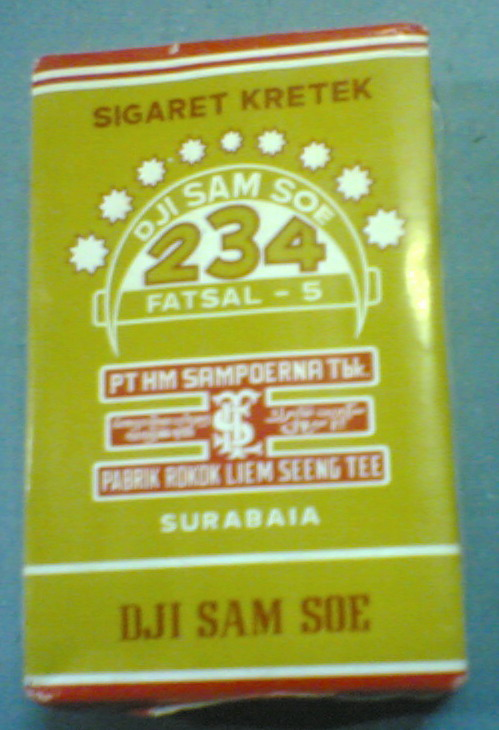
Dji Sam Soe 234

Dji Sam Soe 234 est une marque de cigarettes kretek appartenant à Philip Morris International.
Cette marque est très populaire en Indonésie et Malaisie où elle est la marque la plus populaire de Philip Morris International[réf. nécessaire].